# Giacomo Castelvetro
Giacomo Castelvetro (Modena, 25 marzo 1546 – Londra, 21 marzo 1616) è stato un viaggiatore, umanista e scrittore di viaggi italiano.

## Biografia
Giacomo Castelvetro nacque a Modena nel 1546 dal banchiere Niccolò Castelvetro e da sua moglie Liberata Tassoni. Non si conosce molto dei suoi primi anni di vita. Fuggì da Modena, con il fratello minore Lelio, quando aveva diciotto anni. Rimase a Ginevra da suo zio, il critico umanista Ludovico Castelvetro (esiliato dall'Italia con l'accusa di aver tradotto testi protestanti). Viaggiò a lungo per diversi anni, vivendo nelle città di Lione e Basilea prima che morisse lo zio. Nel 1587 a Basilea sposò Isotta de Canonici, la vedova di Thomas Erastus. Morì in povertà il 21 marzo 1616 dopo una lunga malattia.

## Protestantesimo
Essendo divenuto protestante, temette per la sua vita quando ritornò in Italia nel 1578, dopo la morte di suo padre. Si recò velocemente in Inghilterra nel 1580, dopo aver venduto la sua proprietà. Dal 1598 si stabilì a Venezia. Suo fratello Lelio venne arso sul rogo come eretico a Mantova nel 1609. Nel 1611 egli venne imprigionato dall'inquisizione ma venne salvato dall'ambasciatore inglese Sir Dudley Carleton (segretario di Stato, diplomatico e collezionista di opere d'arte) che minacciò un incidente diplomatico nel caso venisse autorizzata l'esecuzione di un servitore del Re. Tornò in Inghilterra per sfuggire "al morso furioso della crudele e spietata inquisizione romana".

## Viaggi
Nel 1574 divenne amico di Sir Roger North di Kirtling nel corso di una visita in Inghilterra e ne accompagnò il figlio John in un giro formativo in Italia. Fu noto per i suoi frequenti viaggi in Europa dopo essersi stabilito in Inghilterra. Frequentò le celebri fiere del libro di Basilea e Francoforte. Nel 1594, dopo la morte della moglie, viaggiò in Danimarca e poi in Svezia. In Svezia fece conoscenza con il Duca Carlo che poi divenne re nel 1599. Fece un giro dell'Europa nel 1598, visitando Francia, Svizzera e Germania. Iniziò un altro giro dell'Europa, in cerca di un patrocinio, nel 1611, dopo essere stato liberato dall'Inquisizione.

## Patrocinio ed insegnamento privato
In Inghilterra ricevette il patrocinio di Sir Philip Sidney, Sir Francis Walsingham e Sir Christopher Hatton (Lord Cancelliere e favorito di Elisabetta I) quando acquistò interesse per la pubblicazione di opere del Rinascimento. Ebbe rapporti stretti con l'ambasciata inglese a Venezia e divenne amico di Sir Henry Wotton che era ambasciatore prima di Sir Dudley Carleton.
Nel 1592 venne nominato insegnante di italiano del Re Giacomo VI di Scozia e di sua moglie Anna di Danimarca. Insegnò italiano all'Università di Cambridge durante il trimestre di Primavera del 1613; tra i suoi allievi vi furono George Stanhope (poi decano di Canterbury, cappellano reale e responsabile dell'edificazione di 50 nuove chiese a Londra). Giacomo Castelvetro è considerato il più importante promotore della lingua e cultura italiana dopo Giovanni Florio, il primo insegnante conosciuto di italiano all'Università di Oxford.

## Opere
- Explicatio gravissimae quaestionis utrum excommunicatio (1589)

Castelvetro fu l'editore di quest'opera di Thomas Erastus e pubblicò la sua collezione di scritti in materia di medicina (Varia Opuscula Medica) ai quali Castelvetro scrisse la prefazione nel 1590. Egli pagò per la pubblicazione de Il pastor fido in Inghilterra nel 1591.
- Dopo essersi stabilito a Venezia nel 1598, curò l'edizione di manoscritti di poesie e novelle italiane contemporanee per l'editore Giovanni Battista Ciotti.
- Brieve racconto di tutte le radici, di tutte l'erbe e di tutti i frutti che crudi o cotti in Italia si mangiano, 1614

Castelvetro rimase chiaramente scioccato dalla parzialità degli Inglesi per la carne ed una dieta povera di verdure verdi ma ricca di zuccheri. Pertanto si accinse a scrivere il Brieve racconto di tutte le radici, di tutte l'erbe e di tutti i frutti che crudi o cotti in Italia si mangiano (1614). Il manoscritto, redatto in italiano, circolò fra i suoi sostenitori. Come molti italiani, egli era appassionato di giardinaggio. All'epoca in cui scriveva, il palato britannico stava solo iniziando ad assorbire i sapori culinari del continente. Aspetti della cucina francese e olandese erano stati assimilati dalla cucina britannica ma le abitudini alimentari erano ancora incentrate sul consumo di grandi quantità di carne. L'entusiasmo di Castelvetro per una dieta varia precedette il trattato di John Evelyn, del 1699, che parimenti esortava gli Inglesi a mangiare più verdure in insalata.
Il trattato di Castelvetro è una miniera di informazioni storiche sulla società italiana del diciassettesimo secolo. È inframmezzato di minute osservazioni ed aneddoti tratti dalla sua vita a Modena e Venezia. Menziona l'apprendimento del nuoto da parte di bambini nel Brenta attaccati ad enormi zucche come salvagenti. Parla inoltre di sciacquette tedesche, dame veneziane ed intime conversazioni con reali scandinavi.
Egli dedicò l'opera a Lucy, Contessa di Bedford su richiesta del fratello John Harington (politico inglese, tutore di Elisabetta Stuart, poi elettrice del Palatinato) e nella speranza di acquisirne in futuro il patrocinio ma tale speranza rìmase delusa.
- Più tardi curò l'edizione di un manoscritto di Taddeo Duni di Zurigo e tradusse A Remonstrance of James I … for the Right of Kings (Una rimostranza di Giacomo I... per il diritto dei Re, 1615) ma non ricevette il patrocinio reale che desiderava.